# E579
E579 är en europaväg som går på följande sträckning:
Görbeháza – Nyíregyháza – Vásárosnamény – Beregdaróc
Sträckan är cirka 130 km lång och går helt inom Ungern. Beregdaróc ligger vid gränsen till Ukraina men inte vid någon annan europaväg.
Vägen ansluter till E573 (nära Nyíregyháza).
Vägen föreslogs för UNECE augusti 2009 av Ungerns regering, vilket godkändes av UNECE i oktober 2009. Det beräknas träda i kraft ett år senare om det inte överklagas, vilket inte brukar göras.